# هغاري (نهر)
هغاري (بالأذرية: Həkəri)‏، (بالأرمنية: Հագարի)‏، (باللاتينية: Hagari): هو أحد الروافد اليسرى لنهر آراس في أذربيجان، ويقع جغرافيًا في المرتفعات الأرمنية.
يبلغ طول النهر 128 كيلومتر (80 ميل)يبلغ طول ويتدفق عبر مقاطعات لاتشين وقبادلي وزانغلان في أذربيجان. أكبر روافده اليمنى هو نهر فوروتان (ويسمىبازارشاي في أذربيجان)، والذي ينضم إلى نهر هغاري في قسمه الأدنى.
يوجد على طول النهر عدة أماكن مأهولة بالسكان، مثل أغانلي (على الضفة اليسرى)، وعلي بايلي (على الضفة اليمنى)، ومامدبايلي (على الضفة اليسرى)، وينيكند (على الضفة اليمنى). يبلغ فرق الارتفاع بين المصدر والمصب 2,812 متر (9,226 قدم). يتم استخدام مياه النهر للري والشرب. تتكاثر الأسماك مثل السلمون المرقط والكورجون الخريفي في هغاري.